# 19444 Addicott
19444 Addicott è un asteroide della fascia principale. Scoperto nel 1998, presenta un'orbita caratterizzata da un semiasse maggiore pari a 2,2678718 au e da un'eccentricità di 0,1504844, inclinata di 5,65947° rispetto all'eclittica.
L'asteroide è dedicato allo studente statunitense Charles Michael Addicott.